# Leiothrix milho-verdensis
Leiothrix milho-verdensis är en gräsväxtart som beskrevs av Silveira. Leiothrix milho-verdensis ingår i släktet Leiothrix och familjen Eriocaulaceae. Inga underarter finns listade i Catalogue of Life.